# 平敷屋朝敏
平敷屋 朝敏（へしきや ちょうびん、1701年1月1日（尚貞32年11月23日） - 1734年7月26日（尚敬22年6月26日））は、琉球王国の士族で和文学者、平敷屋の脇地頭（親雲上）。
1734年、王府の高官だった友寄安乗（ともよせ あんじょう）らとともに、当時首里王府において実権を握っていた蔡温を批判した文を薩摩藩の琉球在番奉行の川西平佐衛門の宿舎に投げ入れるなどして捕らえられ、安謝港近くにて磔刑に処せられた（平敷屋・友寄事件）。

## 著作
和歌や琉歌にすぐれ、和文の物語『苔の下』・『若草物語』・『万歳』・『貧家記』などを著した。恋物語をよくしたので「琉球の業平」とも呼ばれ、組踊の演目『手水の縁』の作者ともされる。。
沖縄三十六歌仙の一人。

## 年譜
- 1700年（康煕三十九年）11月23日、平敷屋朝敏は首里金城村に（尚円王）の子（尚真王）の第一王子（尚維衡）の七代目の子孫として生まれる。
- 1706年　父朝文の死去により朝敏が家を継ぐ。
- 1708年　この頃から龍洞寺の心海和尚について和文学を学び始める。
- 1714年　将軍家継襲奉賀のため、島津に従い江戸に上る。
- 1718年　八代将軍徳川吉宗の慶賀使越来王子朝慶に随行し、薩摩の太守公とともに江戸に上る。深川の本誓寺で仏教を学ぶ傍ら『源氏物語』『伊勢物語』などの和歌を学ぶ。
- 1720年　里主となる。この頃『若草物語』を発表。
- 1721年　知花親方安寿の長女、真亀（二十一歳）と結婚する。
- 1722年　尚敬王妃の思亀樽金が朝敏を慕い金城村の家に密かに訪ねて絹の衣を贈ったとされる。この事で家屋敷を没収され、首里の西森あたりに住居を構える。後に那覇の天久にも住んでいたとされる。
- 1725年　この頃『苔の下』を発表する。
- 1727年　経済的困窮から平敷屋村に移る。水不足に苦しむ領民のために「心字型」の溜池を掘らせる。（勝連・平敷屋タキノー）
- 1728年　王妃との密通の疑いが晴れて、首里へ戻る。随筆『貧家記』で平敷屋村での生活と、首里へ戻るまでの様子が書かれている。
- 1731年　和文学愛好の同志が、朝敏を師として塾を開く。塾には三十名ほど集まる。『まんざい』はこの頃の作。
- 1732年　当時の支配体制の矛盾が深刻化したと、三司官蔡温の改革に対する反発を強める。この頃、組踊『手水の縁』が完成。
- 1733年　蔡温の改革により政治の貧困と混乱が悪化したとして、社会的変革を指向した組織作りと政治活動を秘密裏に進める。薩摩藩の琉球在番奉行所へ再三にわたって投書を行う。
- 1734年　惣慶親雲上の口から社会変革の計画が漏れ平等所の知るところとなり、一味全員が逮捕される。

- 1734年6月26日　（平敷屋・友寄事件）朝敏らが薩摩在番の川西平佐衛門宅へ王府批判の落書や投書をしたとされるもので、事件は惣慶親雲上の口から計画が漏れたことで発覚し、逮捕後、朝敏ら同志15名は安謝港にて尖った木で体を貫いて殺す磔刑に処され、連累者も数十人に及び、過酷な処罰が下された。
- 1918年(大正七年)　長らく上演禁止だった組踊『手水の縁』の上演が許可される。

## 系譜
- 父：禰覇親雲上朝文
- 母：真鍋（朝文の正室ではなかったとされる）
- 姉：真加戸樽
- 妹：思乙松
- 弟：禰覇里之子
- 祖父(母方)：屋良宜易
- 義父　知花親方安寿
- 室：　真亀
- 長男　朝良
- 次男　朝助
- 三男　朝熹
- 長女　十一才で亡くなる

長男の朝良は与那国島で（大宜見朝良）として過ごし現在でもその子孫は与那国島にいる。次男の朝介は嵩原家の嫁を取り、一族の墓である里之子墓（多良間村指定重要文化財・史跡）を建立する。のちに朝敏夫妻の遺骨も同墓に収められた。また朝敏は尚真王の嫡子・尚維衡（浦添王子朝満）の子孫であるとされる。

## 引用文献
- 『沖縄まんが物語Ⅱ―文化・観光 篇―（沖縄学習漫画全集）』インターフェース, 2012年.
- 屋嘉宗克『琉球文学―琉歌の民俗学的研究―』近代文藝社, 1995年.
- 比嘉加津夫『平敷屋朝敏 上（比嘉加津夫文庫⑯）』サザンプレス, 1991年.
- 池宮正治『近世沖縄の肖像―文学者・芸能者列伝― 上』ひるぎ社, 1982年.
- https://blog.goo.ne.jp/peaceorange/e/be8a662dfc3529a35039eae68682cbe9